# Negrita de pizarra

La palabra "bold" (negrita) escrita en Blackboard bold.

La negrita de pizarra o blackboard bold en inglés, es una tipografía utilizada en textos matemáticos para ciertos símbolos, que se distingue porque ciertas líneas en el símbolo (usualmente verticales) se duplican. Esta tipografía se utiliza habitualmente para denotar conjuntos numéricos.
La tipografía blackboard bold se originó como un intento de representar en un pizarrón símbolos tradicionalmente impresos en negrita. Este hábito terminó por introducirse en los textos impresos, diferenciado de la negrita normal.

## Uso
TeX, el lenguaje estándar para escritura de textos matemáticos, no soporta directamente símbolos en blackboard bold, pero los tipos de letra de la AMS (amsfonts) incluyen esta capacidad. Una "R" con esta tipografía se escribe como \mathbb R, y genera {\displaystyle \mathbb {R} \!}.

## Ejemplos
La siguiente tabla recoge algunos ejemplos de símbolos que utilizan blackboard bold. Se muestra el símbolo creado con LaTeX, el carácter Unicode equivalente (podría no ser visible dependiendo del navegador y los tipos de letra disponibles), y su significado habitual en matemáticas:
| TeX                            | Unicode | Uso en matemáticas |
| ------------------------------ | ------- | ------------------ |
| {\displaystyle \mathbb {A} \!} | 𝔸       | Anillo             |
| {\displaystyle \mathbb {C} \!} | ℂ       | Números complejos  |
| {\displaystyle \mathbb {H} \!} | ℍ       | Cuaterniones       |
| {\displaystyle \mathbb {N} \!} | ℕ       | Números naturales  |
| {\displaystyle \mathbb {P} \!} | ℙ       | Números primos     |
| {\displaystyle \mathbb {Q} \!} | ℚ       | Números racionales |
| {\displaystyle \mathbb {R} \!} | ℝ       | Números reales     |
| {\displaystyle \mathbb {S} \!} | 𝕊       | Esfera             |
| {\displaystyle \mathbb {Z} \!} | ℤ       | Números enteros    |